# Grupo Lafise
El Banco LAFISE por sus sigas Latin American FInancial SErvices, es un grupo financiero nicaragüense creado en noviembre de 1985 por Roberto Zamora.

## Historia
EL banco fue fundado por el empresario nicaragüense Roberto Zamora en 1985, quien se trabajaba como vicepresidente de la unidad de Tesorería en Citibank (Venezuela).
Empezó a operar en Miami. Inicio su expansión internacional con la apertura de oficinas de representación en Guatemala y El Salvador, en Nicaragua opera desde 1991 bajo la denominación de Bancentro.
En 1996 empieza su operación como banco comercial en Costa Rica Tras la adquisición del Banco Exterior. En 2004 compra al Banco Futuro, para empezar a operar en Honduras.
En 2013 recibe la autorización del ente regulador para empezar a operar en la República Dominicana.